# Kilsyth (Regno Unito)
Kilsyth (in gaelico scozzese: Cill Saidhe) è una cittadina (e un tempo burgh) di circa 10.000 abitanti della Scozia centrale, facente parte dell'area amministrativa del North Lanarkshire (contea tradizionale: Stirlingshire) e situata nella valle del fiume Kelvin, nell'area delle Kilsyth Hills.

## Geografia fisica
Kilsyth si trova a metà strada tra le località Lennoxtown e Falkirk (rispettivamente ad est della prima e ad ovest della seconda).

## Origini del nome
Il toponimo Cill Saidhe/Kilsyth è di etimologia incerta e significa forse "chiesa (kil) di San Synth".

## Storia

### Dalle origini ai giorni nostri

#### Battaglia di Kilsyth
Il 15 agosto 1645, in seno alle guerre dei tre regni, fu combattuta la battaglia di Kilsyth tra un esercito scozzese e le truppe reali guidate dal duca di Montrose.

## Monumenti e luoghi d'interesse
Nei dintorni della città, a Colzium, si trovano le rovine del castello di Colzium (Colzium Castle), demolito nel 1703.

## Società

### Evoluzione demografica
Nel 2014, la popolazione stimata di Kilsyth era pari a circa 9.810 abitanti.
La località ha conosciuto un lieve decremento demografico rispetto al 2011, quando la popolazione censita era pari 9.885 e soprattutto rispetto al 2001, quando la popolazione censita era pari a 9.940 abitanti.

## Amministrazione

### Gemellaggi
Meulan-en-Yvelines, dal 1968

## Sport
Kilsyth vanta quello che è considerato il primo club di curling del mondo, la cui fondazione risale al 1716.